# Luís Gonzaga Féchio
Luis Gonzaga Féchio (ur. 4 grudnia 1965 w Matão) – brazylijski duchowny katolicki, biskup Amparo od 2016.

## Życiorys
Święcenia kapłańskie przyjął 14 grudnia 1990 i został inkardynowany do diecezji São Carlos. Pracował głównie jako duszpasterz parafialny, był także rektorem propedeutycznej części seminarium (1998-2006) oraz wyższego seminarium (2009-2011).
19 stycznia 2011 papież Benedykt XVI mianował go biskupem pomocniczym archidiecezji Belo Horizonte oraz biskupem tytularnym Putia in Byzacena. Sakry biskupiej udzielił mu 19 marca 2011 arcybiskup Walmor Oliveira de Azevedo.
6 stycznia 2016 papież Franciszek mianował go biskupem ordynariuszem diecezji Amparo.